# Dilawar

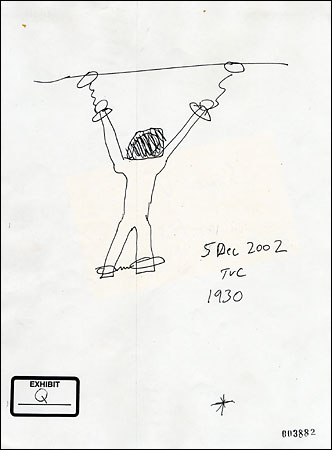
Desenho feito por um soldado, ilustrando como Dilawar ficou algemado.

Dilawar (ca. 1979 - 5 de dezembro de 2002) foi um camponês e taxista afegão, morto quando estava sob a custódia do Exército dos Estados Unidos (519º Batalhão) em Bagram. Sua morte, identificada como homicídio no atestado de óbito foi investigada por uma jornalista e, após a denúncia, levou à condenação de alguns soldados, classificados pelas autoridades como "maçãs podres" no meio do exército.
Como restou demonstrado no documentário Taxi to the Dark Side, vencedor do Oscar 2008, e baseado em seu homicídio, a morte de Dilawar foi apenas uma em cerca de cem prisioneiros sob a custódia estadunidense, dentro da campanha dita "anti-terrorista" derivada da doutrina Bush. Apesar de o atestado de óbito assegurar o homicídio, as autoridades militares insistiam em "causas naturais".